# FBI i stridslinjen
FBI i stridslinjen (engelska: In the Line of Duty: The F.B.I. Murders) är en amerikansk kriminalfilm från 1988. Filmen är verklighetsbaserad och handlar om två rånare, William Russell Matix och Michael Lee Platt, som år 1986 sköt ihjäl två FBI-agenter, Jerry L. Dove och Benjamin P. Grogan.

## Handling
Två till synes normala personer rånar värdetransporter i Miami. FBI har inga ledtrådar och måste hitta rånarna innan någon dör.

## Rollista
| Ronny Cox        | – Agent Benjamin 'Ben' Grogan  |
| Bruce Greenwood  | – Agent Jerry Dove             |
| Michael Gross    | – William "Bill" Russell Matix |
| Doug Sheehan     | – Agent Gordon McNeill         |
| David Soul       | – Michael "Mike" Lee Platt     |
| Ronald G. Joseph | – Ed Mireles                   |
| Teri Copley      | – Vickie                       |
| Richard Jenkins  | – Detective Hamill             |
| Peter McRobbie   | – John Hanlon                  |